# EPrix de Buenos Aires de 2015
O ePrix de Buenos Aires de 2015 foi a quarta etapa da temporada de 2014–15 da Fórmula E.

## Classificação

### Corrida
| Pos. | No. | Piloto                 | Equipe          | Voltas | Tempo     | Grid | Pontos |
| ---- | --- | ---------------------- | --------------- | ------ | --------- | ---- | ------ |
| 1    | 55  | António Félix da Costa | Amlin Aguri     | 35     | 48:52.100 |      | 25     |
| 2    | 8   | Nicolas Prost          | e.dams-Renault  | 35     | +5.354s   |      | 18     |
| 3    | 99  | Nelson Piquet Jr.      | China Racing    | 35     | +8.552s   |      | 15     |
| 4    | 3   | Jaime Alguersuari      | Virgin Racing   | 35     | +11.148s  |      | 12     |
| 5    | 21  | Bruno Senna            | Mahindra Racing | 35     | +11.535s  |      | 10     |
| 6    | 27  | Jean-Eric Vergne       | Andretti        | 35     | +13.319s  |      | 8      |
| 7    | 2   | Sam Bird               | Virgin Racing   | 35     | +13.617s  |      | 82     |
| 8    | 23  | Nick Heidfeld          | Venturi         | 35     | +15.464   |      | 4      |
| 9    | 6   | Oriol Servia           | Dragon Racing   | 35     | +19.334   |      | 2      |
| 10   | 30  | Stéphane Sarrazin      | Venturi         | 35     | +28.973   |      | 1      |
| 11   | 88  | Ho-Pin Tung            | China Racing    | 35     | +37.858   |      |        |
| 12   | 28  | Marco Andretti         | Andretti        | 34     | +1 volta  |      |        |
| 13   | 66  | Daniel Abt             | Audi Sport ABT  | 34     | +2 voltas |      |        |
| 14   | 7   | Jerome d'Ambrosio      | Dragon Racing   | 33     | +2 voltas |      |        |
| Ret  | 10  | Jarno Trulli           | Trulli          | 30     |           |      |        |
| Ret  | 11  | Lucas Di Grassi        | Audi Sport ABT  | 26     |           |      |        |
| Ret  | 9   | Sebastien Buemi        | e.dams-Renault  | 23     |           |      | 31     |
| Ret  | 18  | Michela Cerruti        | Trulli          | 20     |           |      |        |
| Ret  | 5   | Karun Chandhok         | Mahindra Racing | 15     |           |      |        |
| DSQ  | 77  | Salvador Durán         | Amlin Aguri     | 35     | +14.724s3 |      |        |

Notes:
- ↑1  – Três pontos pela pole position.
- ↑2  – Dois pontos pela volta mais rápida.
- ↑3  – Salvador Durán terminou na oitava posição, mas foi desqualificado por exceder o limite de uso da bateria.[1]